# Prudencio Iglesias Hermida
Prudencio Iglesias Hermida (La Coruña, 1884-Madrid, 1919) fue un escritor, crítico y periodista español.

## Biografía

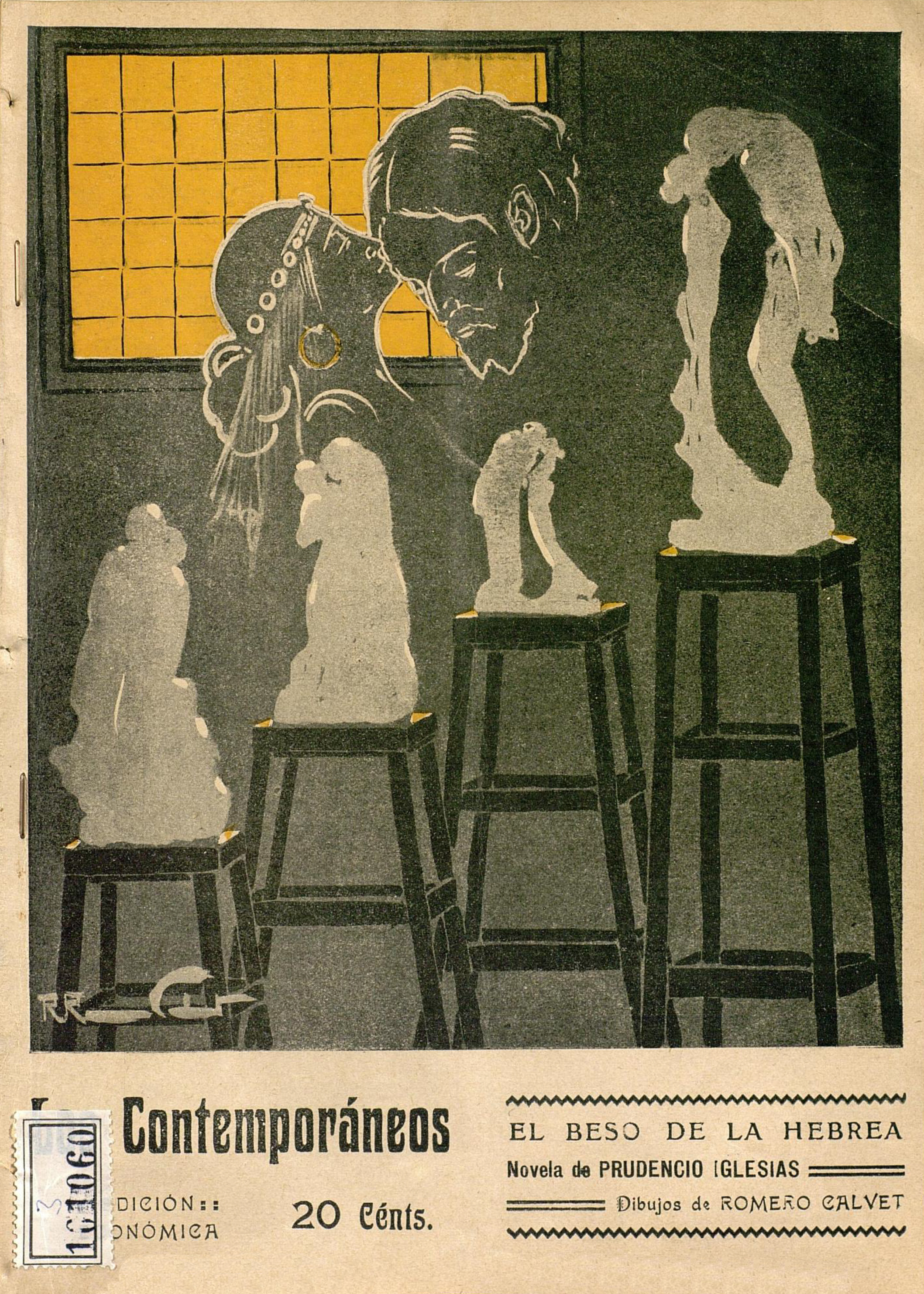
«El beso de la hebrea» en Los Contemporáneos (1911) con portada de Romero Calvet

Nació hacia 1884 en La Coruña. Habría participado en entre otras en las revistas El Gran Bufón y La Nueva Europa.
Entre sus libros se contaron De mi museo —una colección de artículos de crítica literaria en la que dejaría caer ataques contra Galdós en la parte dedicada a Sawa—, Hombres y cosas de mi patria y de mi tiempo, Las tragedias de mi raza —otra obra compuesta a partir de crónicas, apuntes y retazos varios—, La España trágica: desde Pedro Romero hasta Belmonte —prologada por Luis Mazzantini—, España: el arte, el vicio y la muerte, En los campos de batalla: la guerra de las naciones, La ermita de los fantasmas y Gente extraña.
Participó en las colecciones seriadas de novela corta de El Cuento Semanal, Los Contemporáneos y La Novela Corta.
Murió en Madrid el 17 de abril de 1919 y fue enterrado en el cementerio de la Almudena.